# Jim Herriot
Ne doit pas être confondu avec James Herriot.
Pour les articles homonymes, voir Herriot.
James Herriot, couramment appelé Jim Herriot, est un footballeur international écossais, né le 20 décembre 1939, à Chapelhall, North Lanarkshire et mort le 23 avril 2025. Évoluant au poste de gardien de but, il est particulièrement connu pour ses saisons à Birmingham City, Hibernian et à Dunfermline Athletic.
Il compte 8 sélections en équipe d'Écosse.

## Carrière

### Carrière en club
Natif de Chapelhall, North Lanarkshire, il est formé à Douglasdale avant de signer pour Dunfermline Athletic en 1958, où il s'établit véritablement comme numéro 1 au poste de gardien de but à partir de 1963 en remplacement de Eddie Connachan (en), parti pour Middlesbrough.
Après avoir atteint la finale de la Coupe d'Écosse en 1965, il attira l'attention de plusieurs recruteurs de clubs anglais, et il s'engagea pour Birmingham City pour 18.000£. Pendant sa période à Birmingham City, il utilisa la technique provenant du football américain de se mettre du cirage à chaussure sous les yeux pour réduire l'éblouissement dû au Soleil.
À partir de 1970, tombé en disgrâce à Birmingham City, il fut d'abord prêté à Mansfield Town et à Aston Villa, avant de partir pour une courte pige en Afrique du Sud, à Durban City (en).
Il retourna en Écosse dès 1971, à Hibernian où, sous la direction d'Eddie Turnbull, il remporta la Coupe de la Ligue écossaise en 1973. 
Sur la fin de sa carrière, il enchaîna plusieurs clubs écossais, Saint Mirren, Partick Thistle, un retour à son club de ses débuts Dunfermline Athletic et à Greenock Morton (d'abord sous forme de prêt puis définitivement).
Il est aussi connu pour avoir inspiré le pseudonyme d'Alfred Wight, vétérinaire et écrivain anglais, qui choisit de publier sous le nom de James Herriot, après avoir été particulièrement impressionné par la performance de Jim Herriot, lors d'un match avec Birmingham City contre Manchester United.

### Carrière internationale
Jim Herriot reçoit 8 sélections en faveur de l'équipe d'Écosse. Il joue son premier match le 16 octobre 1968, pour une victoire 1-0, à l'Idrætsparken (en) de Copenhague, contre le Danemark en match amical. Il reçoit sa dernière sélection le 22 octobre 1969, pour une défaite 2-3, au Volksparkstadion de Hambourg, contre la RFA en éliminatoires de la Coupe du monde 1970. Il réalisa 3 blanchissages lors de ses 8 sélections.
Il participe avec l'Écosse aux éliminatoires de la Coupe du monde 1970 et au British Home Championship de 1969. 

## Palmarès

### Comme joueur
- Dunfermline Athletic :
  - Finaliste de la Coupe d'Écosse en 1965

- Hibernian :
  - Vainqueur de la Coupe de la Ligue écossaise en 1972
  - Finaliste de la Coupe d'Écosse en 1972
  - Vainqueur de la Drybrough Cup en 1972 et 1973

- Saint Mirren :
  - Vainqueur de la Renfrewshire Cup (en) en 1974